# Татарська Гірка (Анисівська Дача)
Татарська Гірка (Анисівська Дача) — ботанічна пам'ятка природи місцевого значення в Україні. Розташована в межах Чернігівського району Чернігівської області, між селами Анисів і Підгірне. 
Площа 2 га. Статус дано згідно з рішенням Чернігівського облвиконкому від 08.09.1958 року № 861; від 10.06.1972 року № 303; від 27.12.1984 року № 454; від 28.08.1989 року № 164. Перебуває у віданні ДП «Чернігівське лісове господарство» (Красилівське л-во, кв. 3, 4). 
Статус дано для збереження ділянки високопродуктивного соснового лісу віком понад 50 років. 